# Französische Badmintonmeisterschaft 2001
Die Französische Badmintonmeisterschaft 2001 fand am 3. und 4. Februar 2001 in Lomme statt. Es war die 52. Austragung der nationalen Titelkämpfe im Badminton in Frankreich.

## Titelträger
| Disziplin    | Sieger                             |
| ------------ | ---------------------------------- |
| Herreneinzel | Bertrand Gallet                    |
| Dameneinzel  | Tatiana Vattier                    |
| Herrendoppel | Bertrand Gallet Jean-Michel Lefort |
| Damendoppel  | Amélie Decelle Elodie Eymard       |
| Mixed        | Manuel Dubrulle Tatiana Vattier    |

## Endspielergebnisse
- Bertrand Gallet – Nabil Lasmari 15:8 15:6
- Tatiana Vattier – Sandra Dimbour 13:10 11:7
- Bertrand Gallet / Jean-Michel Lefort – Vincent Laigle / Manuel Dubrulle 17:15 13:15 17:15
- Elodie Eymard / Amélie Decelle – Tatiana Vattier / Christelle Szynal 17:14 15:7
- Manuel Dubrulle / Tatiana Vattier – Vincent Laigle / Armelle Cassen 17:15 15:10